# Saint-Seurin-de-Cursac
Saint-Seurin-de-Cursac é uma comuna francesa na região administrativa da Nova Aquitânia, no departamento da Gironda. Estende-se por uma área de 2,36 km². Em 2010 a comuna tinha 787 habitantes (densidade: 333,5 hab./km²).